# Matapia Island
Matapia Island ist eine Insel im Far North District der Region Northland auf der Nordinsel Neuseelands.
Die Insel liegt in der Tasmansee etwa 1,2 km nordwestlich vor der Ninety Mile Beach. Sie ist etwa 210 m lang und 170 m breit und erreicht eine Höhe von 53 m.